# Resolució 1501 del Consell de Seguretat de les Nacions Unides
La Resolució 1501 del Consell de Seguretat de les Nacions Unides fou adoptada per unanimitat el 26 d'agost de 2003. Després de recordar les resolucions anteriors sobre la situació a la República Democràtica del Congo, en particular les resolucions 1484 (2003) i 1493 (2003), el Consell va autoritzar els països que participaven en l'Operació Artemisa a Bunia a ajudar a la Missió de les Nacions Unides a la República Democràtica del Congo (MONUC) a desplegar-se al voltant de la ciutat.
El Consell de Seguretat continuava preocupat per les hostilitats a l'est de la República Democràtica del Congo, inclòs Kivu Nord, Kivu del Sud i la província d'Ituri. Va reiterar el seu suport al procés de pau i, per a la força multinacional, l'Operació Artemisa. Actuant sota el Capítol VII de la Carta de les Nacions Unides, el Consell va aprovar la decisió del secretari general Kofi Annan d'autoritzar els països que participaven en l'Operació Artemisa (que havia de finalitzar l'1 de setembre) d'ajudar al contingent MONUC a la ciutat de Bunia i voltants immediats si ho sol·licita la MONUC.
Kofi Annan va dir que la decisió era necessària en cas que la situació es tornés volàtil a Bunia durant el període transitori de la força multinacional a la MONUC.